# Park Range
O Park Range (elevação de aproximadamente 3.700 m) é uma cordilheira nas Rocky Mountains do noroeste do Colorado, nos Estados Unidos. A cordilheira forma uma parte relativamente isolada da Divisória Continental da América do Norte, estendendo-se de norte a sul por aproximadamente 40 milhas (64 km) ao longo da fronteira entre os condados de Jackson e de Routt. Ela separa North Park, na bacia superior do Rio Platte Norte, a leste da bacia do rio Elk, na bacia hidrográfica do rio Yampa, a oeste. Ela sobe abruptamente para fora da bacia do rio Yampa, formando uma barreira climática que recebe muita neve no inverno. O extremo norte do intervalo encontra-se em Wyoming e é conhecido como o Sierra Madre Range.
Steamboat Springs, uma popular comunidade de resorts de esqui, fica no flanco sudoeste do Park Range, na base do Mount Werner. Grande parte da área está localizada dentro da Floresta Nacional de Routt, com o cume localizado no Mount Zirkel Wilderness, com uma elevação de 12.182 pés (3.713 m). A faixa é proeminentemente visível de ambos os lados e forma um horizonte pitoresco de grande parte do North Park. É percorrida em sua extremidade sul pelo Rabbit Ears Pass, que transporta a autoestrada U.S. Route 40. Também é percorrido por Buffalo Pass, que transporta uma estrada de cascalho entre Steamboat Springs e Walden, e que é atravessada pela maioria dos veículos em bom tempo durante o verão.